# Mantispa scabricollis
Mantispa scabricollis là một loài côn trùng trong họ Mantispidae thuộc bộ Neuroptera. Loài này được McLachlan in Fedchenko miêu tả năm 1875.